# Império Latino
Império Latino ou Império Latino de Constantinopla (nome original em latim: Imperium Romaniae, ou Império da România) foi o Estado Cruzado fundado pelos líderes da Quarta Cruzada no território conquistado ao Império Bizantino após a tomada de Constantinopla em 1204. Durou de 1204 a 1261, ano em que Miguel VIII Paleólogo recupera Constantinopla em nome do Império de Niceia.

## Fundação
Em 1204, depois de tomarem Constantinopla, os cavaleiros da Quarta Cruzada estabeleceram um estado Cruzado conhecido como Império Latino ou Imperium Romaniae (Império da România), com base na capital. Este império pretendia suplantar o Império Bizantino como sucessor do título de Império Romano do Oriente, substituindo o imperador grego ortodoxo de então por um imperador católico. Proclamando-se sucessores católicos do império, coroaram Balduíno I, Conde da Flandres, em 16 de Maio de 1204, como primeiro imperador católico.

## Imperador da România
O título assumido pelo monarca foi imperador da România (em latim: Imperator Romaniae) e não imperador dos romanos (Imperator Romanorum). O nome não tem relação direta com o Estado atual; deriva em latim do título de imperador bizantino (Basileus Rōmaiōn) que, embora herdeiro do Império Romano, há muito não reclamava essa herança.
Na Europa, o título de Rei dos Romanos (Rex Romanorum) pertencia aos sucessores germânicos de Carlos Magno e Otão III, coroados em Roma pelo Papa, e apenas este poderia nomear um imperador dos romanos. Quando os cruzados nomearam Balduíno I como imperador, o trono de rei dos romanos estava vago, pois o germânico Filipe não havia sido coroado imperador. Ainda assim, Balduíno I não se atreveu a afrontar o Papa Inocêncio III, atribuindo-se  apenas o título de imperador da România. Isto teve o efeito curioso de criar três impérios romanos na Europa ao mesmo tempo, sendo o outro o Sacro Império Romano-Germânico.

## Território
O Império Latino reivindicou todas as terras administradas pelo Império Bizantino no momento em que Constantinopla foi conquistada e exerceu controle sobre áreas da Grécia (os estados cruzados: O Reino de Tessalónica, o Principado da Acaia e o Ducado de Atenas). Contudo, a maior parte do território permaneceu nas mãos de Estados rivais dirigidos por aristocratas exilados do antigo império, como o Despotado do Epiro, o Império de Niceia e o Império de Trebizonda. Os parentes de Balduíno IX lutaram durante muitos anos pelos seus domínios.

## O fim do império
O Império Latino terminou em 25 de julho de 1261 quando Miguel VIII Paleólogo reconquistou Constantinopla, derrotando o último Imperador Latino Balduíno II. Os herdeiros de Balduíno II continuaram a usar o título de Imperador de Constantinopla durante um século, e consideravam-se teoricamente como suseranos dos vários Estados Latinos no mar Egeu.